# Moschea del venerdì di Nayin
La Moschea del venerdì di Nayin  (in persiano: مسجد جامع نایین, Masjid-e-Jāmeh Nā'īn) è la moschea comunitaria di Nayin, città della regione di Esfahan in Iran. 
Ancora oggi in uso, la moschea è protetta dall'Iran's Cultural Heritage Organization.
La moschea è una delle più antiche dell'Iran (X sec.), risalente ad epoca buyide, sebbene l'interno sia stato rimaneggiato in epoca selgiuchide ed è pertanto riferibile al secolo successivo.  Assieme alla moschea Tarikhaneh di Damghan e alla Masjid-e-Jāmeh di Isfahan, entrambe in Iran, costituisce uno degli esempi più significativi e meglio conservati di architettura religiosa di stile Khorasan.